# Resolució 2443 del Consell de Seguretat de les Nacions Unides
La Resolució 2443 del Consell de Seguretat de les Nacions Unides, fou adoptada per unanimitat el 6 de novembre de 2018. Després de llegir l'informe de l'Alt Representant per a Bòsnia i Hercegovina, Valentin Inzko, sobre el desenvolupament de les eleccions del 7 d'octubre de 2018, el Consell aprova renovar el mandat de la força multinacional d'estabilització EUFOR Althea durant un any més, instant els partits de Bòsnia i Hercegovina a treballar de manera constructiva, que s'abstinguin de la retòrica de polarització i que formin un nou govern.